# Pilar Ruiz de Larrea
Pilar Ruiz de Larrea Pérez (Vitoria, 1963) es una periodista vitoriana editora del programa Radio Vitoria Gaur Magazine Eusko Irratia - Radio Vitoria.

## Biografía
Pilar Ruiz de Larrea nació en Vitoria en 1963. Estudió en el colegio Garibai, actualmente sede de Emakunde-Instituto Vasco de la Mujer y en el Instituto Femenino Federico Baraibar. Se licenció en 1987 en Ciencias de la Información por la Universidad del País Vasco. 

## Trayectoria
En verano de 1987 comenzó a realizar prácticas en Eusko Irratia - Radio Vitoria y en enero de 1988 le contrataron. En el año 1990-1991 trabajó 9 meses en el Servicio de Prensa de la Diputación Foral de Álava. Y en el año 1991 aprobó la oposición para trabajar como redactora – locutora en Eusko Irratia - Radio Vitoria. Desde entonces ha trabajado como editora de diversos programas y ha colaborado con distintas entidades en la presentación de eventos festivos, culturales, sociales, reivindicativos.

## Programas
Editora de:
- 1994-1996 Tal como somos
- 2007-2009 Plaza Nueva (semanal).[4]
- 2011-2013 Plaza Nueva (fin de semana).[5]
- 2013-2017 El Mirador.[6]
- 2017- Radio Vitoria Gaur Magazine.[7]

## Premios y reconocimientos
- 2014 XIV edición de los premios AMPEA. Premio a la Mujer Profesional del año.[8]